# ステイルメイト
ステイルメイト（英: stalemate）とは、チェスで、自分の手番であり、王手がかけられていないにもかかわらず、合法手が無い状態のことであり、現代のチェス公式戦では引き分け（ドロー）と規定されている。ステイル・メイトやステールメイトと表記されることもある。

## 概説
以下の3つの条件が全て揃った時が、対戦相手によって「ステイルメイトされた」状態に該当する。
1. 自分の手番である。
2. 相手にチェックはされていない。
3. 合法手がない。つまり、反則にならずに次に動かせる駒が一つもない。

ステイルメイトは、チェックされていないという点でチェックメイトとは異なっている。しかし次の手を指すことができず、そのままではゲームを継続することができない。そのため、ルール上に何らかの対処が必要となる。今日のチェスでは引き分けになると規定されている。
相手をステイルメイトの状態にした場合は、その時点で自分がかなり優勢な局面であることが一般的である。ステイルメイトの対処の仕方もこの事を前提に考えられている。現在指されているチャトランガ系統のゲームでは、ステイルメイトの対処について次のようなルールがある。
ステイルメイトになった方が負け
ステイルメイトが起こった時点での、単純な戦力の差を根拠としている。または、ルール上に定義が存在しないことにより、必然的にステイルメイトされた側の投了または反則手により勝敗が決まるという解釈である。シャンチーや本将棋・中将棋などが、これに該当する。
引き分け
かつて王侯貴族の相手をしていた客分のプロフェッショナルチェスプレーヤーは、王侯貴族の面子を潰さないためにステイルメイトなどの細かいルールを定めた。これが、いつの間にか王侯貴族相手でなくても一般的となり、チェスは公式戦においてもステイルメイトを引き分けにすると規定されている。
その他の特殊なパターン
マークルックは公式戦ではステイルメイトを＜負け＞＜引き分け＞＜勝ち＞のいずれかにすることを開始前に決めることとなっている。マックルック酒場では事前取り決めのない場合、ステイルメイトは＜負け＞である。チャンギはパスが可能なため、ステイルメイト自体が発生しない。
チェスの歴史の中でも、草創期からステイルメイトのルールが確立していたわけではない。その取り扱いは、時代や場所（国）により幾度も変遷してきた。チェス以外のチャトランガ系ゲームについても、それぞれの特性に応じてより面白く、より適切であると考えられる対処が採用されている。

## チェスにおけるステイルメイト
チェス系ゲームにおいて、ステイルメイトは極めて重要である。英語圏以外のヨーロッパ諸国では、「pat」とも呼ばれている。
|   | a                                              | b                                              | c                                              | d                                              | e                                              | f                                              | g                                              | h                                              |   |
| 8 | a8 black king · b6 white queen · a5 white king | a8 black king · b6 white queen · a5 white king | a8 black king · b6 white queen · a5 white king | a8 black king · b6 white queen · a5 white king | a8 black king · b6 white queen · a5 white king | a8 black king · b6 white queen · a5 white king | a8 black king · b6 white queen · a5 white king | a8 black king · b6 white queen · a5 white king | 8 |
| 7 | a8 black king · b6 white queen · a5 white king | a8 black king · b6 white queen · a5 white king | a8 black king · b6 white queen · a5 white king | a8 black king · b6 white queen · a5 white king | a8 black king · b6 white queen · a5 white king | a8 black king · b6 white queen · a5 white king | a8 black king · b6 white queen · a5 white king | a8 black king · b6 white queen · a5 white king | 7 |
| 6 | a8 black king · b6 white queen · a5 white king | a8 black king · b6 white queen · a5 white king | a8 black king · b6 white queen · a5 white king | a8 black king · b6 white queen · a5 white king | a8 black king · b6 white queen · a5 white king | a8 black king · b6 white queen · a5 white king | a8 black king · b6 white queen · a5 white king | a8 black king · b6 white queen · a5 white king | 6 |
| 5 | a8 black king · b6 white queen · a5 white king | a8 black king · b6 white queen · a5 white king | a8 black king · b6 white queen · a5 white king | a8 black king · b6 white queen · a5 white king | a8 black king · b6 white queen · a5 white king | a8 black king · b6 white queen · a5 white king | a8 black king · b6 white queen · a5 white king | a8 black king · b6 white queen · a5 white king | 5 |
| 4 | a8 black king · b6 white queen · a5 white king | a8 black king · b6 white queen · a5 white king | a8 black king · b6 white queen · a5 white king | a8 black king · b6 white queen · a5 white king | a8 black king · b6 white queen · a5 white king | a8 black king · b6 white queen · a5 white king | a8 black king · b6 white queen · a5 white king | a8 black king · b6 white queen · a5 white king | 4 |
| 3 | a8 black king · b6 white queen · a5 white king | a8 black king · b6 white queen · a5 white king | a8 black king · b6 white queen · a5 white king | a8 black king · b6 white queen · a5 white king | a8 black king · b6 white queen · a5 white king | a8 black king · b6 white queen · a5 white king | a8 black king · b6 white queen · a5 white king | a8 black king · b6 white queen · a5 white king | 3 |
| 2 | a8 black king · b6 white queen · a5 white king | a8 black king · b6 white queen · a5 white king | a8 black king · b6 white queen · a5 white king | a8 black king · b6 white queen · a5 white king | a8 black king · b6 white queen · a5 white king | a8 black king · b6 white queen · a5 white king | a8 black king · b6 white queen · a5 white king | a8 black king · b6 white queen · a5 white king | 2 |
| 1 | a8 black king · b6 white queen · a5 white king | a8 black king · b6 white queen · a5 white king | a8 black king · b6 white queen · a5 white king | a8 black king · b6 white queen · a5 white king | a8 black king · b6 white queen · a5 white king | a8 black king · b6 white queen · a5 white king | a8 black king · b6 white queen · a5 white king | a8 black king · b6 white queen · a5 white king | 1 |
|   | a                                              | b                                              | c                                              | d                                              | e                                              | f                                              | g                                              | h                                              |   |

右図はチェスにおけるステイルメイトの一例。黒の手番のとき、a8にいる黒のキングはb6の白のクイーンが利いているためにa7・b8・b7のいずれにも動けず、指せる手がひとつもない。今日のチェスのルールでは、こうした状況をステイルメイトと呼び、引き分けとして終局させるようになっている。但しこの一つ前の白の手番においては、白はステイルメイトを回避することもできた（一方がキングとクイーンを持ち一方がキングのみの場合において、キングとクイーンを持つ側は最善を尽くせば必ず相手をチェックメイトできる）。
ステイルメイトを引き分けと規定することで、わずかな違いで勝敗の有無が分かれる局面が増えた。そしてステイルメイトで済ませるための捨て駒、ポーンが余分にあるためにチェックメイト負けになる局面、クイーンの下位互換であるルークやビショップへのプロモーションの有効性など、チェス終盤の複雑性が増している。

## 将棋におけるステイルメイト

### 本将棋
| 9 | 8 | 7 | 6 | 5 | 4 | 3  | 2  | 1  |    |
|   |   |   |   |   |   | 龍 | 銀 | 王 | 一 |
|   |   |   |   |   |   |    |    |    | 二 |
|   |   |   |   |   |   |    |    | 玉 | 三 |
|   |   |   |   |   |   |    |    |    | 四 |
|   |   |   |   |   |   |    |    |    | 五 |
|   |   |   |   |   |   |    |    |    | 六 |
|   |   |   |   |   |   |    |    |    | 七 |
|   |   |   |   |   |   |    |    |    | 八 |
|   |   |   |   |   |   |    |    |    | 九 |

| 9  | 8  | 7  | 6  | 5  | 4  | 3  | 2  | 1  |    |
|    |    |    |    |    |    | 馬 |    |    | 一 |
|    |    | 馬 |    |    | と |    |    | と | 二 |
| と |    | 圭 |    |    | 龍 |    |    | 杏 | 三 |
|    |    |    |    |    |    |    |    |    | 四 |
|    |    |    |    | 銀 |    | 王 | 歩 |    | 五 |
|    | 龍 |    | 歩 |    |    |    |    |    | 六 |
|    | 歩 |    | 金 | 金 |    | 桂 | 金 |    | 七 |
|    | 玉 |    |    |    |    |    |    |    | 八 |
| 香 |    |    |    |    |    |    |    |    | 九 |

| 9  | 8  | 7  | 6  | 5  | 4  | 3  | 2  | 1  |    |
| 銀 | 銀 | 馬 | 圭 | 圭 | 圭 | 圭 | 龍 | 龍 | 一 |
| 銀 | 銀 | 馬 | 杏 | 杏 | 杏 | 杏 | 歩 | 歩 | 二 |
| 金 | 金 | 金 | 歩 | 歩 | 歩 | 歩 |    |    | 三 |
| 玉 | 金 | 歩 |    |    |    |    |    |    | 四 |
| 歩 | 歩 |    |    |    |    |    |    |    | 五 |
|    |    |    |    |    |    |    |    |    | 六 |
|    |    |    |    |    |    |    |    |    | 七 |
|    |    |    |    |    |    |    |    |    | 八 |
|    |    |    |    | 王 |    |    |    |    | 九 |

理論上は将棋にも、ステイルメイトが存在する。しかし、特に平手での実戦においてはステイルメイトが発生するケースは皆無に近い。そのため、ルール上ではステイルメイトについての規定はされていない。ステイルメイトが発生しにくい理由は以下の通り。
1. 本将棋では取った駒を自らの持ち駒として使えるので、「合法手がない」という状態が極めて起こりにくい。
2. 強引に想定した場合、攻め手と受け手の戦力差が通常では考えられないほど開いてしまう。つまりステイルメイトになるずっと前の段階で、勝負が決着していることになる。
3. ステイルメイトの状況まで対局を続けるのは、攻め手・受け手ともに好ましくなく、礼を欠いた行為とみなされている。

図1は、将棋におけるステイルメイトの一例である。この例では、竜王は銀将を取ることはできても王将を取ることはできないため、この時点ではまだ詰みではないが、王将は前・右斜め前ともに動かすと王将を玉将に取られるため不可、銀将はルール上真横に動けず、前ないし斜め前に動かすと王将を動かさないことになり、王将を竜王に取られるため不可。注目すべき点は先手の持ち駒で、王将と銀1枚以外の駒が、すなわち全40枚の駒のうち38枚が先手の持ち物となっている（ちなみに敵玉を除く全ての駒（平手の場合39枚）を自分のものにすることを「全駒（ぜんごま）」という）。もし後手の駒台に歩が1枚でもあれば、それはまだステイルメイトの状態ではない。
図1以外の形でも、将棋のステイルメイトは一様に全駒またはそれに近い大差がついた物となっている。将棋の実戦でステイルメイトが発生するのは、圧倒的に優勢な攻め手（図1では先手）が、終盤でわざと詰めに行かない場合などに限られる。また、詰め方をまだ理解していない初心者が、勝勢にもかかわらず詰みを見付けられないために、結果的にステイルメイトを成立させることがある。同様に、コンピュータ将棋の世界コンピュータ将棋選手権でも、詰みが見付けられない・適切な投了ができないといった理由で、ステイルメイトになるまで対局が続行した例がある（図2参照）。当然対局も長引き、対局開始からステイルメイトまでの手数は数百手におよぶこともある。
将棋でステイルメイトが発生しうるような、全駒またはそれに近い圧倒的戦力差の場合は、実戦レベルでは逆転の可能性はゼロと断言してよく、仮にそのような大差を逆転できたとしても、受け手（図1や図2では後手）はチェスのような積極的な戦略を立てることができない。受け手にできることといえば、万に一つの偶然を祈りながら投了しないで対局を続けることくらいである。
本将棋でステイルメイトが起きた場合は、パスができないルールから慣習的に詰みと同様に受け手の負け（つまり図1や図2では後手の負け）とされている。明確にルールとして定められていない理由は、そこまで長びいて大差のついた内容の対局を本将棋は想定していないからと言えよう。
本将棋では勝敗の決着は、原則「詰み」または「投了」となっている。一般的な慣習としては、攻め手はこのような大差がつく前に相手を詰めるべきで、受け手はもっと前の適切な段階で投了すべきとされている（前述の理由3.に該当し、ステイルメイトが発生しうるような大差がついていながら対局を続行するのは、実際の駒を使う将棋・ネット将棋の場合ともに、双方ともに礼を欠く行為と取られる）。
なお、図3も実戦ではまずありえない局面であるが、この図では先手が後手玉以外の39枚を持っているにもかかわらずステイルメイト状態となっている。この例で先手は圧倒的に優勢ではあるが、敵陣の自駒を動かそうにも歩が邪魔で、先手の盤上の駒が全て1 - 5段目でがんじがらめになっている。また先手の持ち駒は全て歩であり、どこに打っても二歩になるため使うことができず、先手は39枚あっても指すことができない状態となっている。さらに先手玉は4段目にあって動くことができず、入玉宣言法による勝ちを得るための要件を満たすこともできない。前述の慣習によれば先手の負けとなり、後手が「玉1枚だけで勝ち」となる。

### 持ち駒制度のない将棋類
中将棋や大将棋などの持ち駒制度のない将棋類（主に古将棋の多く）では相手の駒を取っても持ち駒として使う事ができないため、ステイルメイトが成立する事がある。
中将棋では、ステイルメイトになった方が負けと、明確にルールとして定められている。持ち駒制度のない他の将棋でもそれに準ずるものと思われる。

### その他の将棋
フェアリー詰将棋では、自玉をステイルメイトの状態にすることを目的としたものもある。「ばか自殺ステイルメイト」または「協力自殺ステイルメイト」などと呼ばれている。

## 他のボードゲームにおけるステイルメイト
その他のチェス系統のボードゲームでも、ステイルメイトに関する対処が存在する。
- シャンチーでは、ステイルメイトのことを困死（）もしくは困斃（）と呼び、これになった側の負けとなる。
- チャンギはパスが可能なため、ステイルメイトが発生しない。双方パスをした場合には引き分けとなる。
- マークルックでは、ステイルメイトへの対処は対局開始前に決めることとなっている。2012年現在、ほとんどの大会は＜負け＞とするのが一般的となってきた。
- どうぶつしょうぎでは、自殺手も合法手のうちとみなされており、ステイルメイトの形になってもそれにより対局を終了させる必要がない。駒の動きと配置の関係上、合法手が存在しない状態は起こり得ないことが分かっている。